# Mario Sandoval
Mario Sandoval est un policier franco-argentin, condamné en Argentine en 2022 en première instance à 15 ans de prison pour enlèvement et torture.

## Biographie
Formé en Argentine à l’École des cadets dans les années 1960, il est imprégné de la stratégie contre-révolutionnaire forgée par des officiers français en Indochine et perfectionnée pendant la guerre d’Algérie.

### Séjour en France
Suspecté d'avoir participé en 1976, pendant la dictature militaire en Argentine, à l'enlèvement d’un étudiant en architecture, Hernan Abriata, il quitte son pays pour la France en 1985,. Il travaille d'abord dans la sécurité privée, pour l'entreprise française Néral comme pour une société argentine. Plus tard, il assure une conférence à l’Institut des hautes études de défense nationale (IHEDN) en 1994 puis est recruté comme enseignant vacataire à l’Institut libre d’étude des relations internationales et à l'université Paris-Est-Marne-la-Vallée (UPEM) en 1995, au pôle universitaire Léonard-de-Vinci en 1996, et en 1999 à l’Institut des hautes études de l’Amérique latine (IHEAL) dirigé depuis un an par Jean-Michel Blanquer.
Il obtient la nationalité française par naturalisation en 1997, recommandé par Robert Miguet et Jacques Robert.
En juillet 2001, il participe au Pacte de Ralito, un rassemblement secret lors duquel quatre chefs paramilitaires des autodéfenses unies de Colombie (AUC) d'extrême-droite et une soixantaine de notables se réunissent dans l’objectif de transformer les AUC en acteur politique,,.
En 2004, le général Daniel Hervouët, alors directeur d'études à l'IHEDN, est informé de la présence de Sandoval à l’École de mécanique de la marine (ESMA), centre clandestin de détention et de torture pendant la dictature argentine, et l'inscrit sur une liste des « indésirables ». La même année, ses contrats d'enseignement à l'UPEM et à l'IHEAL ne sont pas renouvelés. Il trouve alors le soutien de l'Assemblée des chambres françaises de commerce et d’industrie qui l'embauche en 2006.
Avec Philippe Clerc et Alain Juillet, Mario Sandoval fonde l’Association internationale francophone d’intelligence économique dont il devient vice-président. En août 2006, Jean-Michel Blanquer et Mario Sandoval entreprennent une mission au Venezuela, pour tenter — sans succès — d'obtenir la libération d'Ingrid Betancourt.
La publication d'articles par El Tiempo en 2006 et 2007 amène les autorités françaises et colombiennes à nier toute connexion avec Mario Sandoval. Il est  alors officiellement écarté de l'Assemblée des chambres françaises de commerce et d’industrie : en réalité, il perçoit de l'argent de l'ACFCI jusqu'en 2011.
En 2008, le journal argentin Pagina/12 publie un article l’accusant d’avoir enlevé un étudiant pendant la dictature,.

### Extradition et condamnation
En 2012, il est mis en examen en Argentine pour 596 cas de torture suivie de mort et de privation illégale de liberté aggravée, dont celui de l’étudiant Hernan Abriata. La même année, l'Argentine demande son extradition. Il n'est démis de son mandat au conseil d’administration de l’Association internationale francophone d’intelligence économique qu'en 2017. En 2019, après une longue bataille judiciaire et une décision du conseil d'État, Mario Sandoval est extradé vers l'Argentine,,,.
Il est condamné le 21 décembre 2022 à quinze ans de prison pour l’enlèvement et la torture d’Hernan Abriata. Le tribunal retient sa participation  au commando dit du « groupe de travail 3.3.2. », alors chargé de capturer les éléments « subversifs » et de les envoyer au centre clandestin de détention et de torture installé à l’École de mécanique de la marine (ESMA). Il fait appel de sa condamnation.
Il a exprimé depuis sa prison, comme d'autres anciens tortionnaires condamnés, son soutien au candidat d’extrême droite Javier Milei pour l'élection présidentielle argentine de 2023.